# Joëlle Pagès-Pindon
Joëlle Pagès-Pindon est une critique littéraire française, spécialiste de l’œuvre de Marguerite Duras et poète.

## Biographie
Joëlle Pagès-Pindon, agrégée de lettres classiques (1974), professeure honoraire de chaire supérieure (khâgne classique), est chercheuse associée Thalim/Sorbonne nouvelle/CNRS et membre du conseil d'administration de l'Assocciation internationale Marguerite Duras.
Autrice, entre autres publications, d’un essai intitulé Marguerite Duras. L’écriture illimitée, elle a collaboré à l’édition des tomes 3 et 4 des Œuvres complètes de Marguerite Duras dans la Bibliothèque de la Pléiade et elle a publié des entretiens inédits de Marguerite Duras, Le Livre dit. Entretiens de ″Duras filme″. Elle a codirigé un recueil sur le théâtre de Duras, Marguerite Duras. Un théâtre de voix/A Theatre of Voices. En mars 2022, elle a édité, annoté et préfacé des lettres de Marguerite Duras à Michelle Porte, Lettres retrouvées (1969-1989), suivies d'entretiens inédits.
Pour le centenaire Duras, en 2014, elle a été conseillère scientifique de « Paris Bibliothèques » et commissaire de l’exposition photographique « Lieux de Marguerite Duras. De l’Indochine à la rue Saint-Benoît » à la Médiathèque Marguerite Duras (75020) .
Joëlle Pagès-Pindon est l’autrice de l'ouvrage de référence Marguerite Duras. L’écriture illimitée (Ellipses, 2012), édition augmentée de Marguerite Duras (Ellipses, 2001). Elle introduit en 2001 l’expression de « cycle atlantique » pour désigner les productions des années 1980 — une périodisation adoptée depuis par les spécialistes de Marguerite Duras — et l’approfondit en 2005 dans un article du Cahier de l’Herne Duras : « On peut alors parler d’un nouveau cycle succédant au cycle indien, que nous baptiserons le "cycle atlantique" et dont Yann Andréa figure le centre à la fois réel et scriptural ». Son travail sur les archives personnelles de Jean Mascolo lui a permis d’établir que la date donnée par l’écrivain pour l’arrivée de Yann Andréa à Trouville auprès d’elle est « une reconstruction qui s’inscrit dans la symbolique du mythe du cycle atlantique, la véritable date de l’arrivée de Yann étant le samedi 30 août 1980 ». En 2014, dans son édition commentée des entretiens de Duras filme ,,,, autour du tournage d’Agatha et les lectures illimitées (mars 1981), jusqu’alors inédits dans leur totalité, Joëlle Pagès-Pindon a mis en évidence la fusion du réel et de l’imaginaire chez Marguerite Duras : « À l’œuvre d’art reflet du vécu, [Duras] substitue un réel tout entier soumis au pouvoir démiurgique de ses fictions. L’arrivée, à la fin de l’été 1980, de Yann Lemée qu’elle nommera ″Yann Andréa″ permet à l’écrivain de donner corps aux figures foisonnantes de son imaginaire ».
Joëlle Pagès-Pindon a publié des poèmes dans diverses revues  et un recueil de poésies en 2010 : Naissances d’argile. Ses textes ont fait l’objet de plusieurs lectures publiques : Marché de la Poésie (Paris, Place Saint-Sulpice, 2009 et 2010) ; Théâtre du Temps (Paris, les 27 et 28 février 2010) ; Printemps des poètes (Halle Saint-Pierre, 2012). Cinq de ses poèmes ont été mis en musique par Paul Wehage. S’intéressant tout particulièrement au dialogue entre les arts, elle est l’autrice de préfaces et d’articles dans plusieurs catalogues d’expositions. Ses textes accompagnent les créations de divers artistes tels que Jeanne Socquet, Jean Lancri, Michèle Laverdac,Jean-Pierre Dall'Anese , Marie-Pierre Thiébaut, Paul Wehage, Christine Spengler, Claire Deluca et Michelle Porte.
L’écriture poétique de Joëlle Pagès-Pindon privilégie la dialectique de la présence et de l’absence, du sujet et de l’objet, de l’espace et du temps, du présent et du passé à travers l’obsession des traces : « Le poème concentre les fulgurances que le temps s’active à éteindre. Entre ombre et lumière, le parcours poétique de Joëlle Pagès-Pindon capture leur empreinte dans les créations de l’art .».
Dans les années 1980, en marge de son enseignement, elle a cosigné avec Alain Pagès plusieurs  manuels de littérature française  qui ont été utilisés dans les classes de lycée. Elle a été membre des jurys de l’agrégation et du CAPES internes de Lettres modernes de 1990 à 1994.

## Publications

### Ouvrages personnels
- Marguerite Duras. La voix du ravissement, Bruxelles, L’Arbre à paroles, 2015.
- Marguerite Duras. L’écriture illimitée, Paris, Ellipses, 2012.
- Naissances d’argile, un recueil de poèmes avec des illustrations originales de Marie-Pierre Thiébaut, collection « Les mots qui couvent », Agneaux, Éditions du Frisson esthétique, 2010.
- Marguerite Duras, collection "thèmes et études", Paris, Ellipses, 2001.

### Ouvrages collectifs
- Marguerite Duras. Un théâtre de voix/A Theatre of Voices, Mary Noonan et Joëlle Pagès-Pindon dir., Leyde, Brill, 2018
- Manuels scolaires cosignés avec Alain Pagès :
- Le Français au Lycée - Manuel des Études françaises, Nathan 1982;
- Le Français en seconde, Nathan 1987;
- Les textes littéraires au Lycée - Anthologie par les thèmes et les formes, Nathan 1990.

### Éditions
- Marguerite Duras et Michelle Porte, Lettres retrouvées (1969-1989). Préfacées et annotées par Joëlle Pagès-Pindon, Gallimard, NRF « Hors série littérature », 2022.
- Marguerite Duras Le Livre dit. Entretiens de "Duras filme" (Joëlle Pagès-Pindon éd., Paris, Gallimard « Les Cahiers de la NRF », 2014).
- Collaboration à l’édition des tomes 3 et 4 des Œuvres complètes de Marguerite Duras (Gilles Philippe dir., Gallimard, « Bibliothèque de la Pléiade », 2014).

### Choix d'articles et de contributions
- Joëlle Pagès-Pindon, « Les mots comme des pierres », in Cahier de l’Herne Annie Ernaux, Pierre-Louis Fort dir., 2022, p. 175.
- Joëlle Pagès-Pindon, « Être “de gauche” de Mai 68 aux années 1980 : politique et lyrisme poétique chez Marguerite Duras », Cahiers Marguerite Duras, 2, 2022, p. 145-161 [en ligne]  https://www.societeduras.com/_files/ugd/93a238_20ce0b82aff34bb592794f68323d64f3.pdf
- « Ko no at esaki: Duras to Yann Andrea", in Marguerite Duras, "koe" no genzen: syouset su, eiga, gikyoku (textes réunis par Atsuo Morimoto et Gilles Philippe), Suiseisya 2020, pp 173-189.
- « La voix adressée de Marguerite Duras dans le cycle atlantique : une voix fantôme », Dossier spécial Marguerite Duras, une voix fantôme : roman, théâtre, cinéma, textes réunis par Atsuo Morimoto et Gilles Philippe, Revue Zinbun (Institute for Research in Humanities, Kyoto University), n°50, mars 2020, pp. 150-158.
- « Atlantique », « Caprice », « Empire français », « Gérard Jarlot », « Jean Mascolo », « Neauphle », « Orient », Dictionnaire Marguerite Duras,  B. Alazet et C. Blot-Labarrère dir., Champion, 2020.
- « Marie-Pierre Thiébaut : l’empreinte du vivant », in Marie-Pierre Thiébaut. La forme-geste, éditions invenit, Musée La Piscine, Roubaix, 2019, pp. 42-54.
- « L’intratextualité ou les nœuds de l’imaginaire durassien dans Le Marin de Gibraltar » in  Le Marin de Gibraltar de Marguerite Duras. Lectures critiques, Joël July et Najet Limam-Tnani dir., Presses Universitaires de Provence, 2019, pp. 15-29.
- «Le Livre dit: de la voix qui s’exhibe à la voix qui fait voir », in Marguerite Duras. Passages, croisements, rencontres, O. Ammour-Mayeur, F. de Chalonge, Y. Mevel, C. Rodgers dir., Paris, Classiques Garnier, 2019.
- « Genèse de la voix adressée dans Agatha. Du dialogue au récitatif », in Marguerite Duras. Un théâtre de voix/A Theatre of Voices, Mary Noonan et Joëlle Pagès-Pindon dir., Leyde, Brill, 2018.
- « La photographie absolue », préface et choix des extraits de M. Duras, in Christine Spengler, Série indochinoise. Hommage à Marguerite Duras, Cherche midi, 2017.
- « Marguerite Duras. Écrire l’enfance », préface au recueil Quelque chose de l’enfance, 7 monologues, Koïnè Éditions, 2017.
- « Noir désir. Genèse de l’automythographie atlantique dans Le Livre dit », in L’écriture désirante : Marguerite Duras, A.M. Reboul et E. Sanchez-Pardo éd., Paris, L’Harmattan, 2016.
- « Philippe Vilain et Marguerite Duras : de ʺLector in fabulaʺ à ʺEgo scriptorʺ », in Philippe Vilain ou la dialectique des genres, Arnaud Schmitt et Philippe Weigel dir., Orizons, collection « Universités/Comparaisons », 2015.
- «L’espace cartographique de l’Asie : du discours ethnogéographique de l’Empire français à l’imaginaire du texte» in Najet LimamTnami  dir., Marguerite Duras Altérité et étrangeté Presses universitaires de Rennes, 2013 http://books.openedition.org/pur/56728

- « L’espace scripturaire dans Ma Morte de Pierre Albert-Birot », Poésie vivante. Hommage offert à Arlette Albert-Birot, textes réunis et présentés par C. Aurouet et M.Simon-Oikawa, Champion, 2012.
- « Du subjectile au sujet Duras : ‘ C’est moi Agatha’ », Les archives de Marguerite Duras /Textes réunis et présentés par Sylvie Loignon, Grenoble, ELLUG, 2012. http://books.openedition.org/ugaeditions/1049
- « Savannah Bay : genèse d’une dramaturgie », Mettre en scène Marguerite Duras, A. Cousseau et D. Denès éd., Presses Universitaires de Nancy, 2011.
- « L’Après-midi de M. Andesmas : Topogenèse d’un univers fictionnel », De Kafka à Toussaint - Ecritures du XXè siècle, P. Bazantay et J. Cleder dir., Presses Universitaires de Rennes, collection « Interférences », 2010. http://books.openedition.org/pur/39914
- « La mère océanique de Marguerite Duras : un lieu métaphorique », Revue des Lettres modernes Minard, série Marguerite Duras n°3, 2009.
- « Les couloirs scéniques dans Les Yeux bleus cheveux noirs », Marguerite Duras. Marges et transgressions, textes réunis par A. Cousseau et D. Denès, Presses Universitaires de Nancy, 2006.
- « L’architecture de l’invisible dans le cycle atlantique », Cahier de l’Herne Duras, sous la direction de Bernard Alazet et Christiane Blot-Labarrère, 2005.